# Alfarnatejo
Alfarnatejo er en by og kommune i det sydlige Spanien i provinsen Málaga. Den har et indbyggertal på 371 (2024) indbyggere.